# Northern Discipline
Northern Discipline ist eine finnische Groove- und Thrash-Metal-Band aus Järvenpää, die im Jahr 1996 gegründet wurde.

## Geschichte
Die Band wurde im Jahr 1996 gegründet, nachdem die Mitglieder durch das Album Burn My Eyes von Machine Head inspiriert wurden. Im Jahr 2003 veröffentlichte die Band ihre selbstbetitelte EP, die ihr erster Tonträger war. Im Jahr 2006 folgte ihr Debütalbum namens Burn-Beaten Soil. Das Folgealbum wurde im eigenen Bandstudio aufgenommen. Aufnahmeleiter und Produzent war dabei Bandgitarrist Teemu Grönberg. Abgemischt wurde das Album von Pekka Laine in den East Sound Studios. Das Album wurde von Svante Forsbäck (Chartmakers) gemastert. Das Album Harvest of Hate wurde 2011 über Inverse Records veröffentlicht.

## Stil
Die Band spielt Groove- und Thrash-Metal, wobei auch Spuren aus dem Hardcore Punk hörbar sind. Es werden vereinzelt Soli eingestreut, die harmonische Strukturen aus dem Melodic Death Metal aufweisen.

## Diskografie
- 2003: Northern Discipline (EP, Eigenveröffentlichung)
- 2006: Burn-Beaten Soil (Album, Dies Irae Records)
- 2011: Harvester of Hate (Album, Inverse Records)